# La Bestia del Ring
Arturo Muñoz Sánchez  es un luchador profesional mexicano, más conocido bajo el nombre de La Bestia del Ring, quien actualmente trabaja para Ring of Honor (ROH). Sánchez es muy conocido por competir en la empresa mexicana Consejo Mundial de Lucha Libre (CMLL). Es el padre de los exluchadores del CMLL William Arturo Muñoz González (conocido bajo el nombre de Rush) y los luchadores enmascarados Místico y Dragon Lee, y a menudo se unen con uno o más de sus hijos.
Muñoz ha trabajado bajo varios nombres durante su carrera, trabajando bajo el personaje del Comandante Pierroth o simplemente Pierroth como sucesor del original Pierroth Jr . Anteriormente trabajó como Dr. Kent, Poder Indio, Poder Boricua, Poder Mexica y Toro Blanco.

## Carrera

### Primeros años (1994-2000)
Muñoz se entrenó con el entrenador de lucha libre de fama mundial Diablo Velasco antes de hacer su debut en el ring en 1994. Inicialmente trabajó bajo el nombre de "Dr. Kent", un personaje médico genérico con una máscara blanca, bañador blanco y medias blancas en el tradición del Dr. Wagner. En los años siguientes trabajaría como "Toro Blanco" y luego comenzaría a trabajar para CMLL como Poder Indio.

### Consejo Mundial de Lucha Libre (2001-2019)
En 2001, Pierroth, Jr. formó un nuevo grupo en CMLL llamado Los Boricuas, donde todos los miembros eran de Puerto Rico o prometieron su lealtad a Puerto Rico como parte de la historia. Muñoz adoptó un nuevo nombre, Poder Boricua, una nueva historia, nacionalidad y anillas adornadas con la bandera de Puerto Rico. Como parte de Los Boricuas, a veces se unía con El Boricua, Bulldog, Gran Markus Jr., El Hijo del Pierroth, The Killer, Mastín, Nitro, Rico Suave, 'Veneno y Violencia. Poder Boricua era un habitual en la cartelera de baja a media, especialmente en los combates de tríos. Poder Boricua, Gran Markus, Jr. y Violencia desafiaron sin éxito el Campeonato Nacional de Tríos de México, pero perdieron ante el equipo del Mr. Niebla, Olímpico y Safari.
A mediados de 2002, Muñoz cambió su nombre nuevamente, convirtiéndose en "Poder Mexica", completo con anillas adornadas con la bandera mexicana. Como parte de su historia contra Los Boricuas, se asoció con el Mr. México para una luchas de apuestas, donde Poder Mexica puso su máscara en la línea y el Mr. México arriesgó su cabello sobre el resultado del combate. El 14 de julio de 2002, Veneno y Violencia derrotaron al dúo técnico, obligando a Poder Mexica a desenmascarar y revelar su verdadero nombre, Arthur Muñoz.
Permaneció en CMLL hasta 2003, donde dejó la promoción y abandonó el personaje de "Poder Mexica", volviendo al personaje de "Toro Blanco" en el circuito independiente mexicano. En los años siguientes, Muñoz trabajó menos en el ring y se concentró más en criar y entrenar a sus hijos para así llevarlos hacia una carrera profesional de lucha libre. Su hijo mayor, William Arturo Muñoz hizo su debut en la lucha libre en 2008 y cuando firmó con CMLL en 2009 Muñoz acompañó a su hijo para su presentación, dejando en claro que Rush (el nombre del aparejo de Wiliam) era hijo de Toro Blanco y jugó el segundo luchador de generación. Rush usaría una corona similar a la de su padre ganando el apodo de "Toro Blanco". Luego, también sería reconocido como el padre de Dragón Lee y más tarde como Místico y el segundo Dragón Lee.
En 2013, CMLL presentó una versión de Pierroth, pagando al dueño original y retirado del personaje por el uso de la máscara y el nombre. Muñoz fue presentado como el enmascarado "Comandante Pierroth", líder de La Comando Caribeño, compuesto por él mismo, Pierrothito, Pequeño Violencia, La Comandante y Zeuxis. El grupo existía más de nombre que como un equipo real, no había competidores masculinos de tamaño regular para que el Comandante Pierroth se uniera para los combates.
El 17 de marzo de 2017, en el Homenaje a Dos Leyendas, Pierroth perdió su máscara ante Diamante Azul en una Lucha de Apuesta.
Después de perder la máscara de Pierroth, Muñoz comenzó a usar el nombre de La Besta del Ring, sin embargo, algunos materiales promocionales todavía se referían a él como "Pierroth". Después de la pérdida de su máscara, Bestia del Ring se involucró en una pelea de historia con su compañero rudo Vangelly sobre el deseo de Vangelly de unirse a Los Ingobernables, que fue rechazado por Bestia del Ring y Rush. La historia se convirtió en un partido de Lucha de Apuestas "pelo contra cabello" entre los dos como parte del espectáculo de la final del Campeonato Universal del CMLL 2017, que terminó con Vangellys derrotado y afeitado como resultado.
El 23 de febrero de 2018, El Terrible se unió a Los Ingobernables, haciendo equipo con Bestia del Ring y Rush para tríos. El Campeonato Universal fue el comienzo de una historia entre Los Ingobernables (El Terrible y La Bestia del Ring) y Los Hermanos Chávez (Ángel de Oro y Niebla Roja), mientras El Terrible engañaba para derrotar a Niebla Roja con la celebración de La Bestia. Después de varias luchas entre las dos partes, todos firmaron un contrato para un partido de Luchas de Apuestas como el evento principal del evento Homenaje a Dos Leyendas. El 15 de marzo de 2019, Los Hermanos Chávez derrotaron a Los Ingobernables dos caídas a una, lo que obligó a El Terrible y La Bestia del Ring a raparse.
El 29 de septiembre de 2019, Muñoz anunció que había dejado CMLL y que ahora era independiente junto a sus dos hijos, Rush y Dragon Lee, a quienes el CMLL había despedido.

### Lucha Libre AAA Worldwide (2019-2022)
El 1 de diciembre de 2019, Bestia hizo su primera aparición en Triplemanía Regia tras la lucha de su hijo Rush, Pagano y L.A. Park. El 25 de enero de 2020, Bestia hizo su debut haciendo equipo con Rush y Park como La Facción Ingobernable cayendo descalificados ante los Lucha Brothers (Fénix & Pentagón Jr.) y Psycho Clown tras quitarles sus máscaras.

## Campeonatos y logros
- Kaoz Lucha Libre
  - Campeonato de Tríos de Kaoz (1 vez, actual) – con El Hijo de L.A. Park y L.A. Park Jr.[6][7]

- Pro Wrestling Illustrated
  - Situado en el Nº368 en los PWI 500 de 2020[8]